# Aruattus
Aruattus Logunov & Azarkina, 2008 è un genere di ragni appartenente alla famiglia Salticidae.

## Etimologia
Il nome deriva, per la prima parte, dalle Isole Aru, luogo di rinvenimento degli esemplari, e per la seconda parte dal suffisso -attus, caratteristico di vari generi della famiglia Salticidae, un tempo denominata Attidae.

## Distribuzione
L'unica specie oggi nota di questo genere è stata rinvenuta nelle isole Aru e nelle isole Kai, piccoli arcipelaghi indonesiani a sudovest della Nuova Guinea.

## Tassonomia
A dicembre 2010, si compone di 1 specie:
- Aruattus agostii Logunov & Azarkina, 2008[2] - Isole Aru, Indonesia